# Kleine ooievaarsbek
De kleine ooievaarsbek (Geranium pusillum) is een eenjarige plant, die behoort tot de ooievaarsbekfamilie (Geraniaceae). De kleine ooievaarsbek lijkt veel op de zachte ooievaarsbek (Geranium molle). De kleine ooievaarsbek heeft alleen korte haren, de stempels zijn van binnen gelig en de behaarde deelvruchten hebben geen fijne dwarsrichels, terwijl de zachte ooievaarsbek ook lange haren tussen de korte haren heeft, de stempels van binnen paars zijn en de deelvruchten onbehaard zijn met fijne dwarsrichels.
De plant wordt 5-40 cm hoog en heeft een penwortel. De stengel, bladsteel en bloemsteel zijn alleen bezet met korte haren. Het blad is handgelobd.
De kleine ooievaarsbek bloeit van mei tot de herfst met bleek blauwpaarse, zelden paarsrode, 2-5 mm lange bloemen. De kroonbladen zijn hartvormig. De stempels zijn van binnen gelig.
De vrucht is een vijfdelige kluisvrucht. De deelvruchten zijn behaard en hebben geen dwarsricheltjes. De kelkbladen omsluiten de deelvruchten niet.
De plant komt voor op open, vochtige, voedselrijke grond.

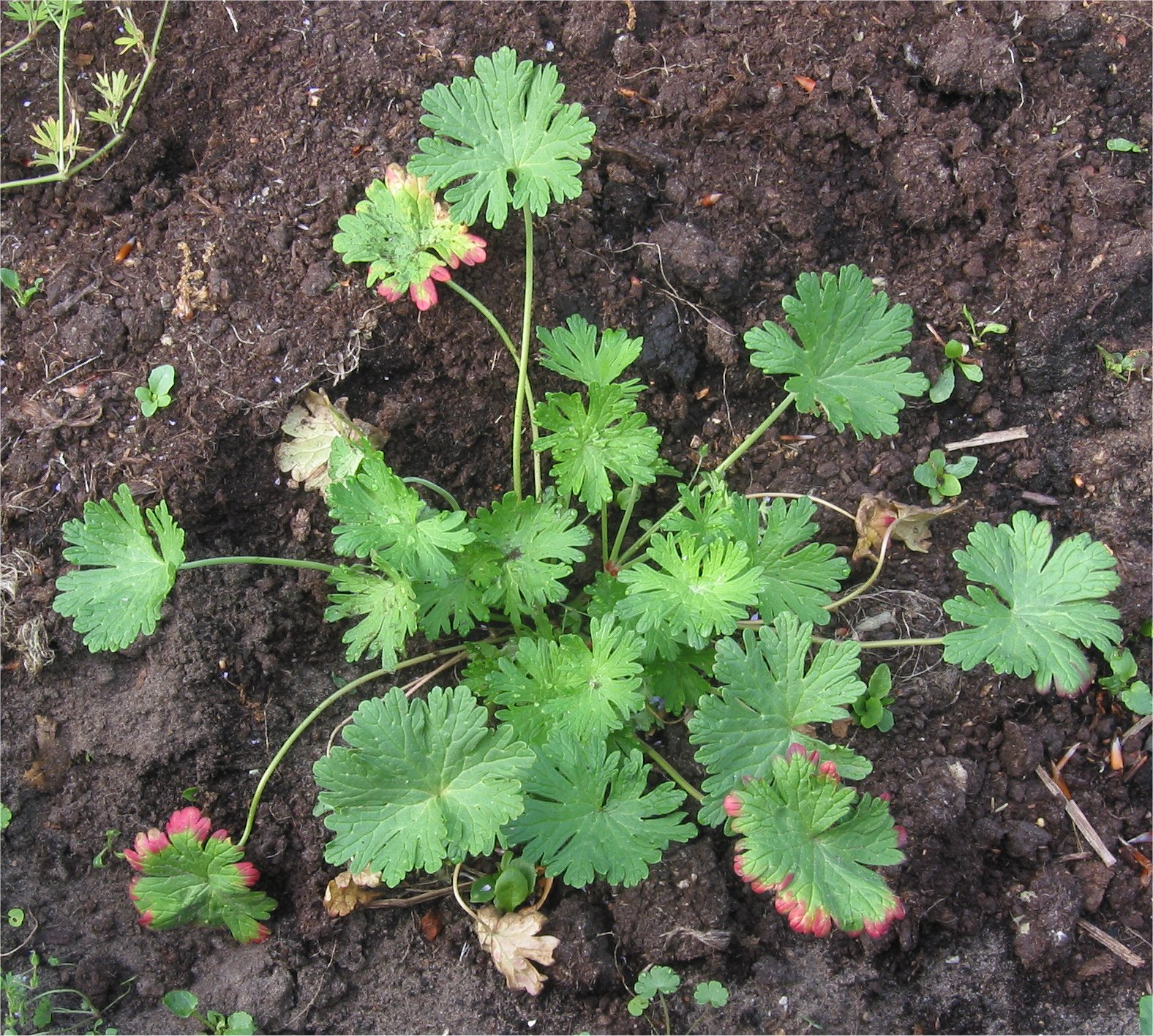
Jonge plant
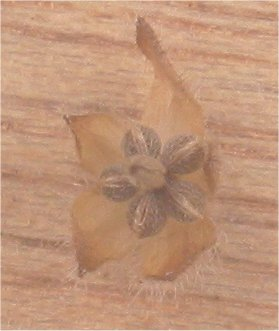
Vijfdelige kluisvrucht

## Namen in andere talen
- Duits: Kleiner Storchschnabel
- Engels: Small-flowered Crane's-bill
- Frans: Géranium fluet